# شرکت ناسل (تهیه کننده فیلم)
شرکت ناسل یک تهیه‌کننده تلویزیونی و فیلم آمریکایی می باشد که در ایالات متحده آمریکا قرار گرفته شده. 

## تاریخ
شرکت ناسل در سال ۲۰۱۷ از جانب برایان ولک ویس پایه گذاری شد.  این شرکت همچنین مالک کمدی داینامیکس می باشدکه در سال ۲۰۰۸ از جانب برایان ولک وایس پایه گذاری شد. 
در سپتامبر ۲۰۲۱، شرکت ناسل با پل فرانک برای تولید یک برنامه تلویزیونی برپایه شخصیت های آنان سهیم شد. 